# Emil Breisach
Emil Breisach (* 21. März 1923 in Stockerau, Niederösterreich; † 9. Jänner 2015 in Graz, Steiermark) war ein österreichischer Schriftsteller, Kulturmanager und Rundfunk-Intendant. Darüber hinaus engagierte sich Breisach als langjähriger Förderer und Unterstützer der steirischen Kulturszene und war mehrmals ein Initiator von kulturellen Festivals für moderne Kunst.

## Leben
Emil Breisach war der Sohn eines Berufsoffiziers, der ihm auf den Weg gegeben hatte: „Geh nicht zum Militär, das ist ein Beruf, in dem man immer gehorchen muss!“ Im Alter von neun Jahren kam er 1932 von Stockerau nach Graz. Im Zweiten Weltkrieg war er von Februar 1941 an mehreren Fronten bis zur Gefangenschaft 1945 im Einsatz. Von 1945 bis 1950 studierte er an der Karl-Franzens-Universität Graz Kunstgeschichte, Soziologie, Philosophie und Psychologie. Ab November 1945 arbeitete er als Sprecher und ab 1946 als Leiter der Abteilung Unterhaltung und Kabarett bei der Sendergruppe Alpenland (Radio Graz). Er war beim Studentenbrettl des Grazer Hochschulstudios als Texter und Darsteller beteiligt. Später schrieb er Texte für die Kabarett-Ensembles Treffpunkt Orpheum, Forum-Zoo und Die Tellerwäscher. Von 1958 bis 1967 war Breisach Präsident des Forum Stadtpark. Er gehörte zu den Mitbegründern des Festivals für zeitgenössische Kunst steirischer herbst. 1968 gründete er mit Peter Vujica das Musikprotokoll, ein Festival der Neuen Musik, und das Literatursymposion.
Von 1967 bis zur Pensionierung im Jahr 1988 war er Landes-Intendant des ORF-Landesstudio Steiermark und initiierte mit der Freilichtgalerie Skulpturen im Park beim ORF-Studio den Österreichischen Skulpturenpark. Während seiner Intendanz förderte er beispielhaft die Regionalisierung der Landesstudios des ORF, wobei er das steirische Landesstudio auch „in eine einzigartige kulturelle Kreativwerkstatt verwandelte“. Von 1971 bis 1987 hatte er an der Universität Graz einen Lehrauftrag für Medienkunde. Am 12. August 1987 gründete er die Akademie Graz und war deren Präsident bis 2006. 1994 begründete er den Literaturpreis der Akademie Graz  und 1998 gründete er mit anderen das Internationale Straßen- und Puppentheater-Festival La Strada. 2003 war er Mitorganisator der Ausstellung Steirische Moderne auf der Burg Rabenstein. Außerdem beteiligte er sich an der Planung von Graz als Kulturhauptstadt Europas 2003.
Emil Breisach hinterließ vier Söhne und eine Tochter, darunter der Kinderarzt Georg Breisach, den Kongressmanager Nikolaus Breisach und den Filmproduzenten und Regisseur Felix Breisach. In Gegenwart von zahlreichen Künstlern und Politikern wurde er auf dem evangelischen Friedhof von St. Peter bestattet.

## Auszeichnungen (Auswahl)
- 1977: Josef-Krainer-Preis[11]
- 1979: Hanns-Koren-Kulturpreis des Landes Steiermark
- Ehrenring des Landes Steiermark
- 1982: Großes Goldenes Ehrenzeichen des Landes Steiermark mit dem Stern[11]
- 2003: Ehrenring der Stadt Graz[11]
- 2003: Österreichisches Ehrenkreuz für Wissenschaft und Kunst I. Klasse[2][12]

## Gedichtbände
- Klangstaub. Gedichte. Verlag Bibliothek der Provinz, Weitra 2001, ISBN 3-85252-408-3.
- Aderngeflecht. Gedichte. Verlag Bibliothek d. Provinz, Weitra 2006, ISBN 978-3-85252-707-9.
- Augenblicke des Zauderns. Gedichte. Verlag Bibliothek d. Provinz, Weitra 2007, ISBN 978-3-85252-799-4.
- Den Sand hören. Epigramme und Gedichte. Verlag Bibliothek d. Provinz, Weitra 2008, ISBN 978-3-85252-891-5.
- Wahllos tötet der Blitz. Epigramme und Gedichte. Verlag Bibliothek d. Provinz, Weitra 2009, ISBN 978-3-85252-692-8.
- Hüte dich vor dir selbst. Epigramme und Gedichte. Verlag Bibliothek d. Provinz, Weitra 2010, ISBN 978-3-902416-45-2.
- Als hätte mich ein Flügel gestreift. Epigramme und Gedichte. Mit Zeichnungen von Tobias Pils. Verlag Bibl. d. Provinz, Weitra 2011, ISBN 978-3-99028-001-0.
- Die Schere der Zeit. Epigramme und Gedichte. Mit Zeichn. von Tobias Pils. Verlag Bibliothek d. Provinz, Weitra 2012, ISBN 978-3-99028-040-9.
- Samen, die in den Morgen drängen. Epigramme und Gedichte. Mit Audio-CD. Verlag Bibliothek d. Provinz, Weitra 2013, ISBN 978-3-99028-181-9.
- Flut der Klänge. Epigramme und Gedichte. Verlag Bibliothek d. Provinz, Weitra 2014, ISBN 978-3-99028-303-5.
- Kristalle. Epigramme und Gedichte. Verlag Bibliothek der Provinz, Weitra 2015, ISBN 978-3-99028-459-9.

## Hörspiele
- Die drei Frauen des Herrn Abermann, 1957[13]
- Ein Bumerang kommt stets zurück, 1957[13]